# Stadio Tupparello
Het Stadio Tupparello is een multifunctioneel stadion in Acireale, een plaats op Sicilië in Italië. 
Het stadion wordt vooral gebruikt voor voetbalwedstrijden, de voetbalclub SSD Acireale Calcio 1946 maakt gebruik van dit stadion. In het stadion is plaats voor 12.000 toeschouwers. Het stadion werd geopend op 28 augustus 1993 met als openingswedstrijd de bekerwedstrijd tussen Acireale en Ascoli.